# San Bernardino Island

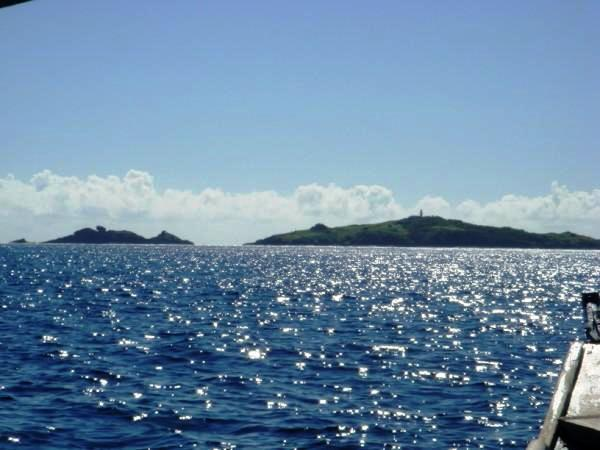
San Bernardino Island

San Bernardino Island ist der Name einer Insel in der Provinz Northern Samar auf den Philippinen. Sie liegt etwa 51 km vor der Nordküste der Insel Samar, am nordöstlichen Eingang der San-Bernardino-Straße. Die Insel hat eine Fläche von wenigen Hektar und wird von der Stadtgemeinde Biri verwaltet. San Bernardino Island wird von einigen kleineren Inseln und Felsen umgeben, so dass auch die Bezeichnung San Bernardino Islands verwendet wird. Die Insel erhebt sich 29 Meter über den Meeresspiegel.
Die Insel ist ein bedeutender Navigationspunkt für die Einfahrt in San-Bernardino-Straße, aus diesem Grunde wurde auf der Insel ein 12 Meter hoher Leuchtturm errichtet. Der Leuchtturm wurde Ende der 1990er Jahre instand gesetzt und mit drei neuen Fresnel-Linsen und für einen automatischen Betrieb ausgerüstet. 
Die auf den Philippinen seltene Zügelseeschwalbe (Onychoprion anaethetus) brütet auf der Insel in einer großen Kolonie, da die Gewässer um die Insel sehr fischreich sind.
Der spanische almirante und piloto mayor José González Cabrera Bueno tabellierte 1734 die Route der Manila-Galeonen von den Philippinen nach Acapulco und wählte die Insel San Bernardino am Ausgang der San-Bernardino-Straße als Bezugspunkt seines Nullmeridians.

## Belege
1. ↑  José González Cabrera Bueno: Navegación especvlativa y práctica; Manila 1734, S. 273. Archive.org